# Меньшеколодезский сельсовет
Меньшеколо́дезьский сельсове́т — сельское поселение в составе Долгоруковского района Липецкой области.
Административный центр — село Меньшой Колодезь.

## География
Меньшеколодезский сельсовет находится в южной окраине Долгоруковского района, в 8 км от села Долгоруково. На севере граничит с Долгоруковским, на северо-востоке с Жерновским, на востоке с Верхнеломовецким сельскими поселениями Долгоруковского района, на юге с Висло-Полянским и Тульским сельскими поселениями Тербунского района.
По территории поселения протекают реки: Лух (Ерик), Изубриевка, а также мелкие ручьи.
На севере поселения крупная запруда.

## Население
| 2010 | 2011 | 2012 | 2013 | 2014 | 2015 | 2016 |
| ---- | ---- | ---- | ---- | ---- | ---- | ---- |
| 968  | ↗969 | ↘937 | ↘931 | ↘904 | ↘903 | ↘895 |
| 2017 | 2018 | 2021 |      |      |      |      |
| ↗913 | ↘878 | ↘702 |      |      |      |      |

## Состав сельского поселения
| №  | Населённый пункт | Тип населённого пункта       | Население |
| -- | ---------------- | ---------------------------- | --------- |
| 1  | Большой Колодезь | деревня                      | ↘167      |
| 2  | Дмитриевка 1-я   | деревня                      | 23        |
| 3  | Елизаветовка     | деревня                      | 149       |
| 4  | Жемчужникова     | деревня                      | ↘9        |
| 5  | Ивановка 2-я     | деревня                      | 67        |
| 6  | Изубриевка 1-я   | деревня                      | 17        |
| 7  | Изубриевка 2-я   | деревня                      | 1         |
| 8  | Красный Луч      | посёлок                      | 16        |
| 9  | Меньшой Колодезь | село, административный центр | →445      |
| 10 | Михайловский     | посёлок                      | 0         |
| 11 | Новинка          | деревня                      | 51        |
| 12 | Сергиевка 1-я    | деревня                      | 18        |
| 13 | Суры             | посёлок                      | 5         |

## Местное самоуправление
Глава поселения Алехин Анатолий Сергеевич. Телефон администрации (47468)2-42-77.

## Культура и образование
Поселенческий центр культуры и досуга — сельский клуб, а также библиотека находятся в селе Меньшой Колодезь.
Действует Меньшколодезская средняя школа.

## Общественные учреждения
Отделения почтовой связи в селе Меньшой Колодезь и деревне Елизаветовка. Отделение сберегательного банка.

## Медицина
Функционируют фельдшерско-акушерские пункты в селе Меньшой Колодезь и деревне Большой Колодезь.

## Сельское хозяйство
Крупнейшим производителем продукции животноводства и растениеводства в поселении является ООО «Колос».

## Транспорт
Поселение связано с районным центром асфальтированной автодорогой. Пассажирское сообщение осуществляется автобусом, курсирующим по маршруту Долгоруково — Елизаветовка.
Через поселение (близ посёлка Суры) проходит железная дорога линии Елец — Касторная (ЮВЖД).